# Kville församling
Kville församling är en församling i Norra Bohusläns kontrakt i Göteborgs stift. Församlingen ligger i Tanums kommun i Västra Götalands län och ingår i Tanums pastorat.

## Administrativ historik
Församlingen har medeltida ursprung. Tidigt införlivades Vrems församling. Mellan 1942 och 1 juli 1991 var församlingen uppdelad i två kyrkobokföringsdistrikt: Kville kbfd (143401, från 1971 143506) och Fjällbacka kbfd (143402, från 1971 143507), där Fjällbacka hade haft egen kyrkobokföring sedan 1882. 1995 utbröts Fjällbacka församling.
Församlingen har varit moderförsamling i pastoratet Kville, Bottna och Svenneby som från 1995 även omfattade Fjällbacka församling. Från 2018 ingår församlingen i Tanums pastorat.
Vid en brand i Kville prästgård 1904 förstördes pastoratets arkiv och därmed kyrkböcker för släktforskning.

## Kyrkobyggnader
- Kville kyrka
- Hamburgsunds kapell